# Kritische Blende

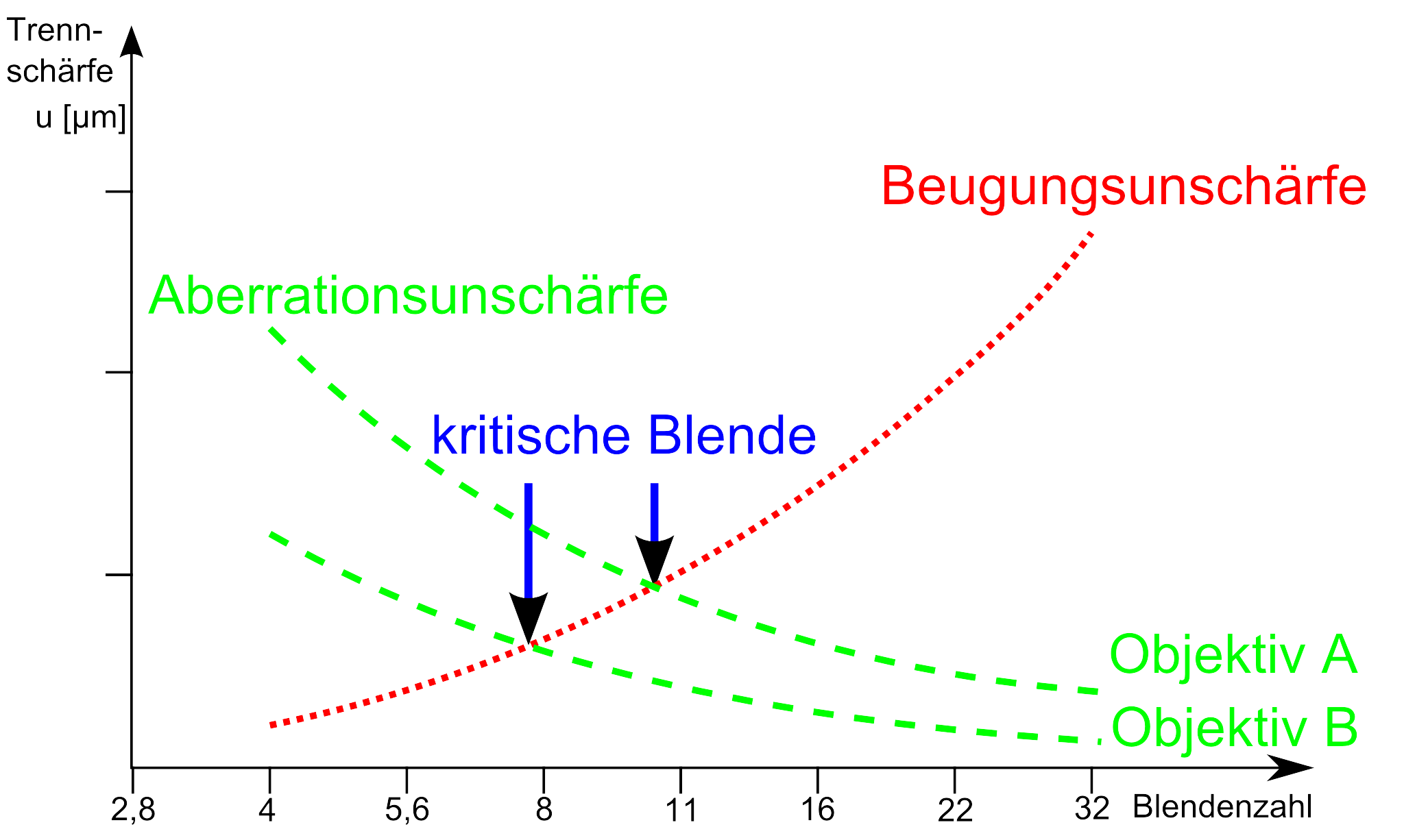
Abb. 1: Die optimale Blende als Kompromiss aus Aberrationsunschärfe und Beugungsunschärfe, die förderliche Blende ist übrigens nicht der Schnittpunkt der Graphen f(x) = g(x), sondern das Minimum der Summe beider Funktionen. d. h. es gilt f'(x) = −g'(x).

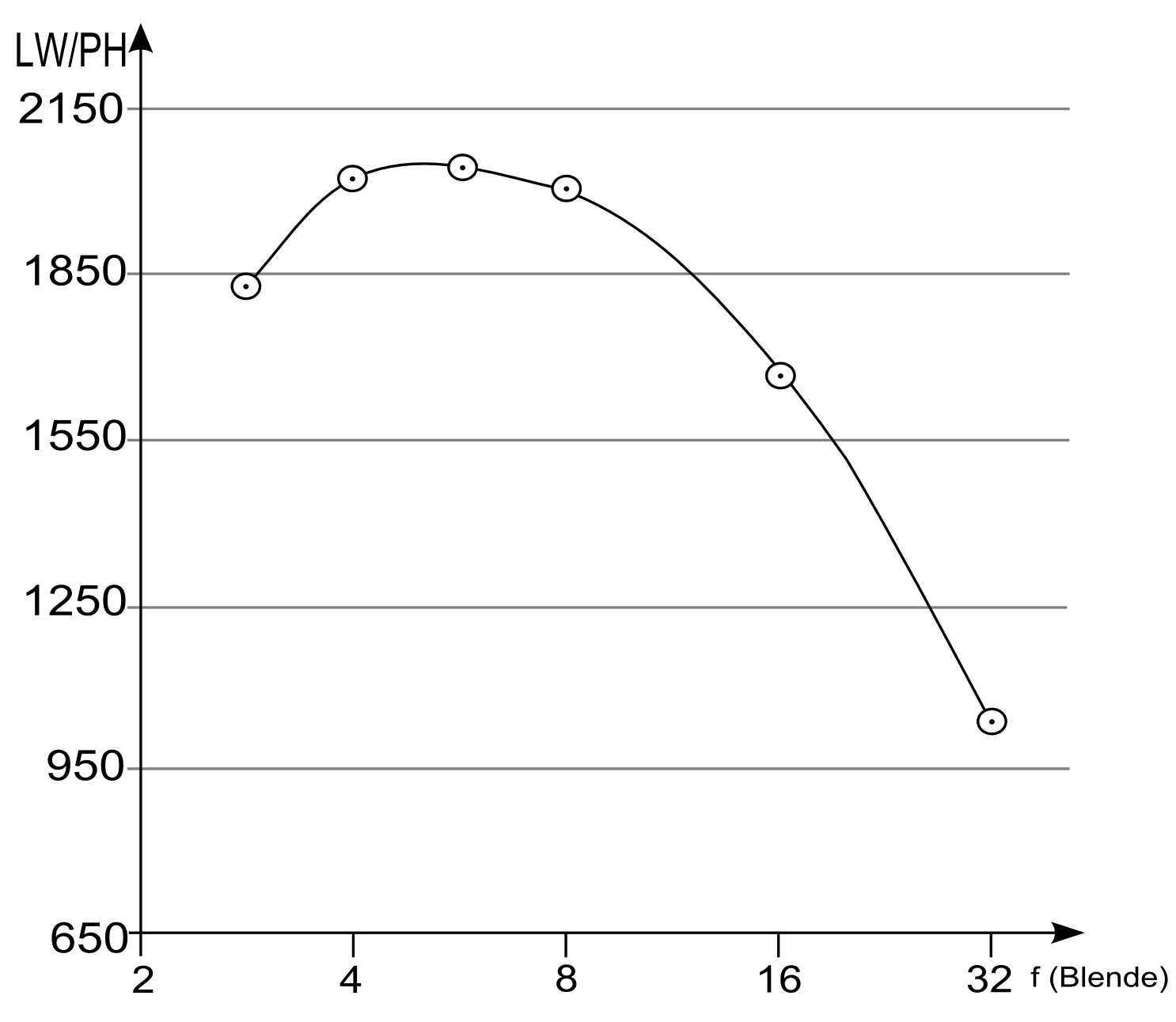
Abb. 2: Das Auflösungsvermögen eines Makroobjektivs (y-Achse) in Abhängigkeit von der Blendenzahl (x-Achse)

Als kritische Blende bezeichnet man in der Fotografie die Blendenzahl, die das höchste Auflösungsvermögen für die Aufnahme eines ebenen Motivs erlaubt. Für eine ausgedehnte Schärfentiefe ist die förderliche Blende die optimale Blendeneinstellung.

## Definition
Ein perfekt korrigiertes Objektiv hat bei offener Blende, das heißt bei der kleinsten möglichen Blendenzahl, das größte Auflösungsvermögen. Die Beugungsunschärfe ist hier am geringsten (in Abbildung 1 die rote Linie). Bei allen Objektiven sind allerdings die Abbildungsfehler (Aberrationen) bei offener Blende am größten (in Abbildung 1 die grünen Linien). Abbildungsfehler lassen sich durch Ausblenden der Randstrahlen der Optik durch Abblenden reduzieren. Bei den meisten Objektiven fällt die Summe aus Unschärfe durch Beugung und durch Aberrationen des Objektivs beim Abblenden erst mal ab, um bei stärkerem Abblenden wieder zu steigen. Das Minimum der Unschärfe, d. h. das Maximum der Auflösung liegt genau an dieser Stelle.
Die Beugungsunschärfe ist bei gegebener Brennweite, Blendenzahl und Wellenlänge für alle Objektive gleich und kann nicht durch den Aufbau des Linsensystems beeinflusst werden. Es ist eine Eigenschaft des eingefangenen Lichts. Die Optik kann daraus das maximal mögliche herausholen, aber eben auch nicht mehr.
Das Optimum der Detailschärfe ist die Stelle, an der der Anstieg beider Funktionen vom Betrag her identisch, von Vorzeichen aber umgekehrt ist. Genau dann ist die Summe minimal. Das Optimum befindet sich nicht zwingend am Schnittpunkt der beiden Funktionen – das wird so gut wie immer falsch dargestellt. Dieser Punkt heißt kritische Blende.
Ein weiterer fast üblicher Fehler ist das Gleichstellen der Unschärfe einer Kreisscheibe mit dem Durchmesser {\displaystyle d} und eines Airy-Scheibchens mit dem Durchmesser {\displaystyle d} des ersten Nulldurchgangs. Letzteres erzeugt weitaus weniger Unschärfe.
Bei Festobjektiven ist diese Blende vom Bildkreisradius abhängig. In der Bildmitte erreichen viele moderne Objektive das Optimum schon ohne oder bei geringem Abblenden, am Bildrand ist stärkeres Abblenden erforderlich.
Bei Zoomobjektiven ist die kritische Blende weiterhin von der eingestellten Brennweite abhängig und steigt meist nach einem kurzen Fallen am unteren Brennweitenbereich zu längeren Brennweiten kontinuierlich an.
Für Kleinbildformat-Objektive liegt die kritische Blende meistens bei Blendenwerten zwischen f/4 und f/11. In Abbildung 2 ist die kritische Blende aus Messwerten eines realen Makroobjektives grafisch als Maximum der Kurve bei einer Blendenzahl von f/5,6 dargestellt. Objektive kleinerer Formate erreichen die kritische Blende bei kleineren Blendenzahlen, häufig bei Offenblende. Mikroskop-Objektive haben ihre kritische Blende so gut wie immer bei Offenblende und lassen sich nicht direkt abblenden.
Hier noch einmal die berücksichtigten Komponenten:
- kritische Blende: Beugung + Aberration eines gegebenen Objektivs = minimal[1]
- förderliche Blende: Beugung + Aberration eines gegebenen Objektivs + Tiefenunschärfe eines gegebenen Motivs = minimal

## Berechnung an plankonvexer Linse

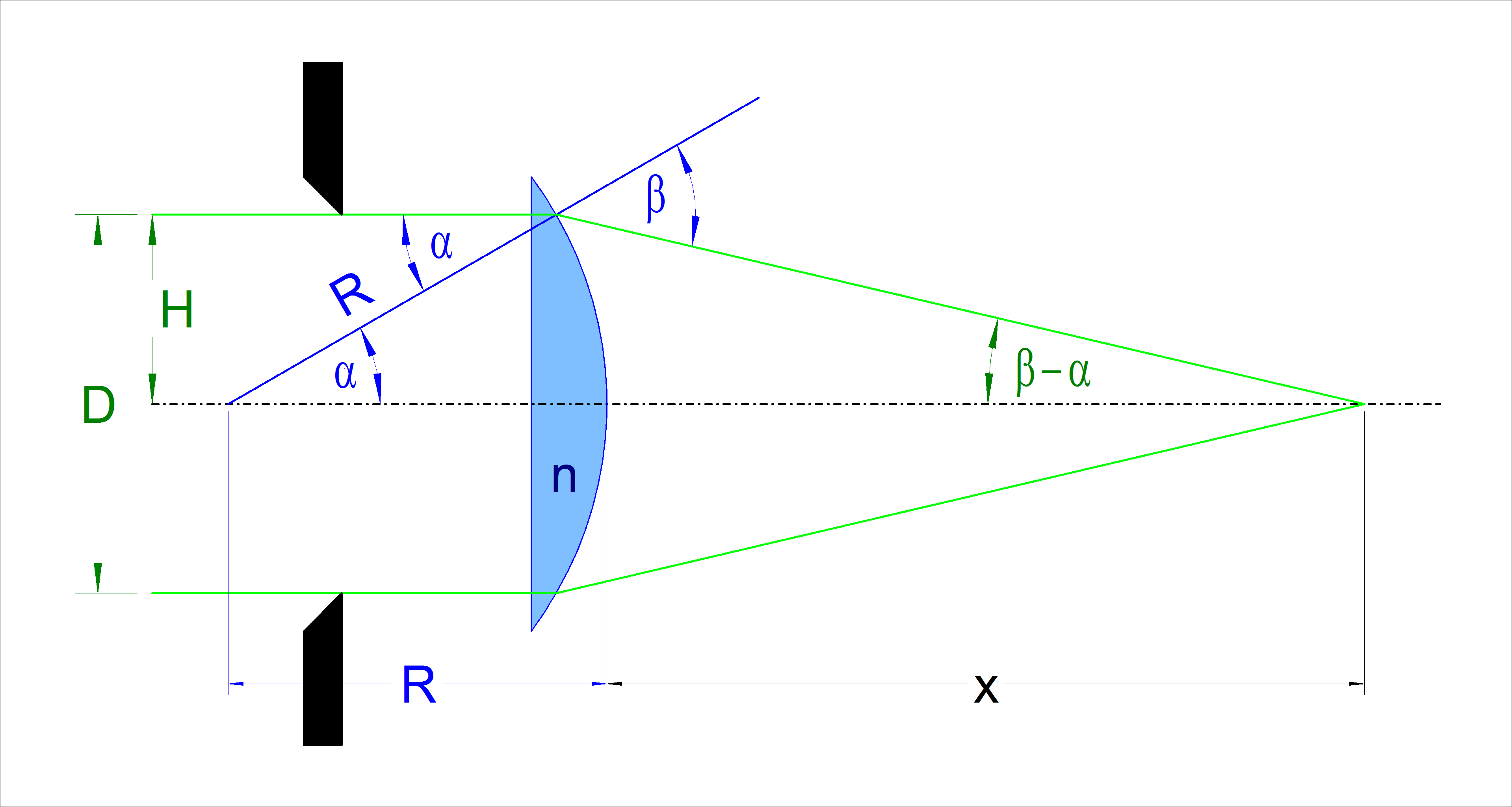
Schnittweite x einer optischen Abbildung mit einer plankonvexen, sphärischen Linse mit dem Brechungsindex n = 1,5 und dem Krümmungsradius R bei gegebener Einfallshöhe H.

Anhand einer plankonvexen, sphärischen Linse kann die kritische Blende verhältnismäßig leicht veranschaulicht werden. Betrachtet man eine optische Abbildung aus dem Unendlichen mit parallelem, monochromatischem Licht der Wellenlänge {\displaystyle \lambda } durch eine solche Linse mit dem Krümmungsradius {\displaystyle R} und der Brennweite {\displaystyle f}, ergibt sich die in nebenstehender Abbildung dargestellte Situation.
Durch Beugung ergibt sich in der Bildebene ein Beugungsscheibchen mit dem Durchmesser
{\displaystyle d=2{,}44\cdot \lambda \cdot {\frac {f}{D}}=2{,}44\cdot \lambda \cdot k}
wobei {\displaystyle D} der Durchmesser der Eintrittspupille der optischen Abbildung und
{\displaystyle k={\frac {f}{D}}}
die Blendenzahl sind. Die Größe des Beugungsscheibchens ist proportional zur Blendenzahl.
Zur Berechnung der sphärischen Aberration können Lichtstrahlen betrachtet werden, die mit der Einfallshöhe
{\displaystyle H={\frac {D}{2}}={\frac {f}{2\cdot k}}}
parallel zur optischen Achse auf die gegenstandsseitige, plane Linsenfläche fallen. Diese werden beim Eintritt in das optisch dichtere Medium des Linsenmaterials mit dem Brechungsindex {\displaystyle n} nicht gebrochen, da sie senkrecht auftreffen. Bildseitig bilden diese Strahlen zum Oberflächenlot der Linse in der Linse den Winkel {\displaystyle \alpha } und außerhalb der Linse den Winkel {\displaystyle \beta } und werden entsprechend dem Snelliusschen Brechungsgesetz gebrochen. Dabei gilt:
{\displaystyle \sin(\alpha )={\frac {H}{R}}}, also {\displaystyle \alpha =\arcsin {\frac {H}{R}}=\arcsin {\frac {f}{2\cdot k\cdot R}}}
und
{\displaystyle \sin(\beta )=n\cdot {\frac {H}{R}}}, also {\displaystyle \beta =\arcsin \left(n\cdot {\frac {H}{R}}\right)=\arcsin {\frac {n\cdot f}{2\cdot k\cdot R}}}
Die optische Achse schneiden diese Strahlen dann unter dem Winkel {\displaystyle \beta -\alpha }. Die bildseitige Schnittweite {\displaystyle x}, gemessen vom Scheitelpunkt der Linse, ergibt sich dann in Abhängigkeit von der Einfallshöhe {\displaystyle H} mit Hilfe des Sinussatzes zu:
{\displaystyle x(H)={\frac {n\cdot H}{\sin(\beta -\alpha )}}-R}
Für achsennahe Strahlen vereinfacht sich diese Beziehung durch die Bildung des Grenzwertes mit {\displaystyle H\rightarrow 0} zu:
{\displaystyle x(0)=f=R\cdot \left({\frac {n}{n-1}}-1\right)}
wobei die Brennweite {\displaystyle f} und die Schnittweite {\displaystyle x(0)} der Linse dann identisch sind.
Unter Verwendung der Blendenzahl und der Brennweite ergibt sich die Schnittweite zu:
{\displaystyle x(k)={\frac {n\cdot f}{2\cdot k\cdot \sin(\beta -\alpha )}}-R}

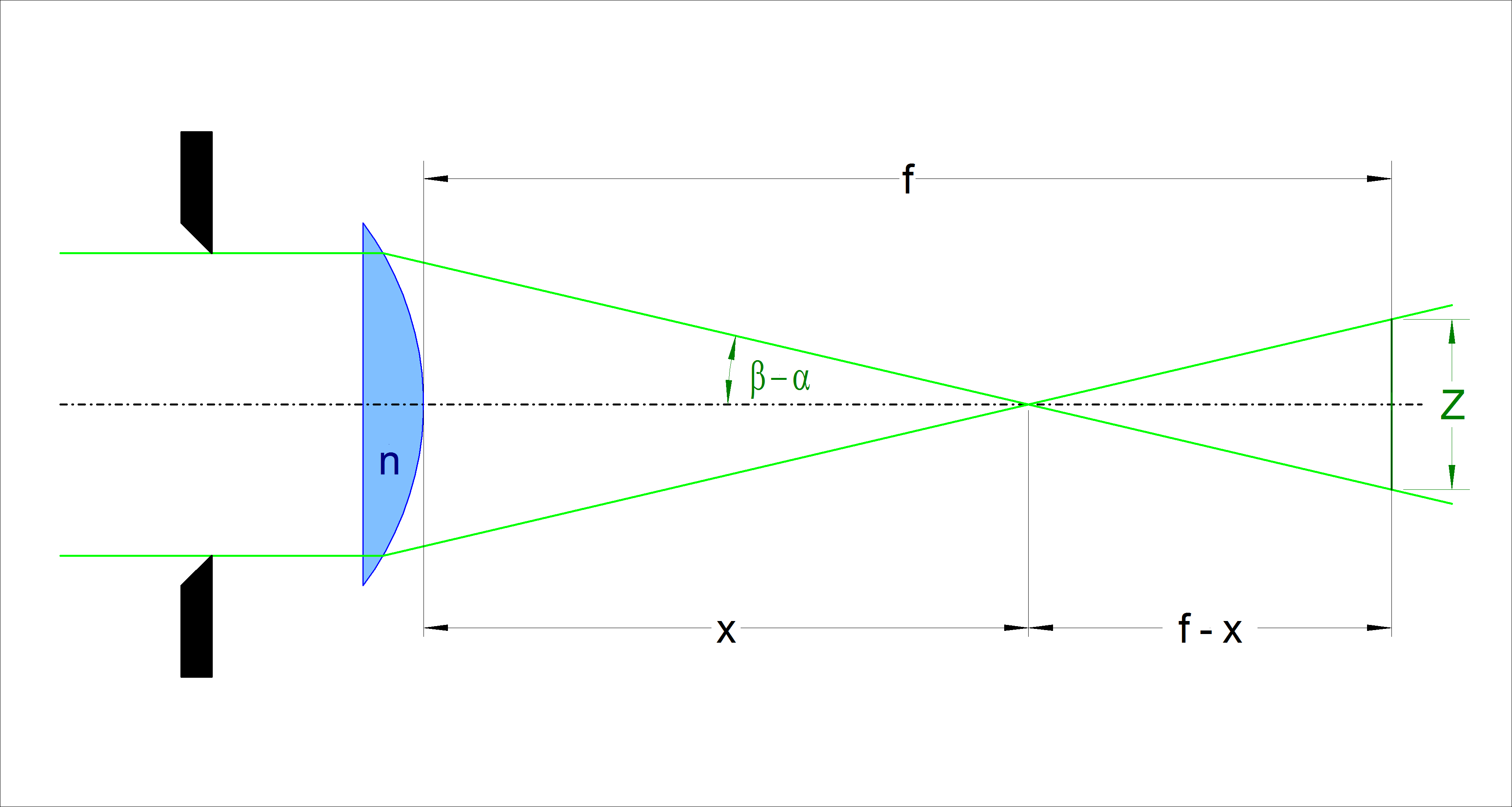
Zerstreuungskreis mit dem Durchmesser Z einer optischen Abbildung mit einer plankonvexen, sphärischen Linse mit der Brennweite f durch sphärische Aberration mit der Schnittweite x

Durch die sphärische Aberration verschiebt sich der Schnittpunkt der hinter der Linse gebrochenen Strahlen mit der optischen Achse umso näher an die Linse, je größer die Einfallshöhe {\displaystyle H} ist. In der Brennebene im Abstand {\displaystyle f} vom Scheitelpunkt der Linse ergibt sich daher keine punktförmige Abbildung mehr, sondern ein Zerstreuungskreis mit dem Durchmesser:
{\displaystyle Z=2\cdot (f-x)\cdot \tan(\beta -\alpha )}

### Beispielrechnung
Bei einem Brechungsindex {\displaystyle n} von 1,5 und einem Krümmungsradius {\displaystyle R} von 100 mm ergibt sich also eine Brennweite {\displaystyle f} von 200 mm.
Bei einer Wellenlänge {\displaystyle \lambda } im Grünen von 550 nm ergibt sich der Durchmesser des Beugungsscheibchens zu:
{\displaystyle d=2{,}44\cdot 550\ {\text{nm}}\cdot k\ =\ 1{,}342\ \mathrm {\mu m} \cdot k}
Für verschiedene Blendenzahlen ergeben sich dann die in der folgenden Tabelle angegebenen Eintrittspupillen {\displaystyle D} und die Durchmesser {\displaystyle d} für das Beugungsscheibchen und {\displaystyle Z} für den Zerstreuungskreis (grafische Darstellung siehe rechts):
| Blenden- zahl {\displaystyle k} | Eintritts- pupille {\displaystyle D} (mm) | Winkel (°)              | Winkel (°)             | Durchmesser (µm)                       | Durchmesser (µm)                      |
| Blenden- zahl {\displaystyle k} | Eintritts- pupille {\displaystyle D} (mm) | {\displaystyle \alpha } | {\displaystyle \beta } | Beugungs- scheibchen {\displaystyle d} | Zerstreuungs- kreis {\displaystyle Z} |
| ------------------------------- | ----------------------------------------- | ----------------------- | ---------------------- | -------------------------------------- | ------------------------------------- |
| 02,00                           | 100,0                                     | 30,0                    | 48,6                   | 03                                     | 43.553                                |
| 02,83                           | 070,7                                     | 20,7                    | 32,0                   | 04                                     | 11.970                                |
| 04,00                           | 050,0                                     | 14,5                    | 22,0                   | 05                                     | 03.835                                |
| 05,66                           | 035,4                                     | 10,2                    | 15,4                   | 08                                     | 01.297                                |
| 08,00                           | 025,0                                     | 07,2                    | 10,8                   | 11                                     | 00.449                                |
| 11,30                           | 017,7                                     | 05,1                    | 07,6                   | 15                                     | 00.157                                |
| 16,00                           | 012,5                                     | 03,6                    | 05,4                   | 21                                     | 00.055                                |
| 22,60                           | 008,8                                     | 02,5                    | 03,8                   | 30                                     | 00.019                                |
| 32,00                           | 006,3                                     | 01,8                    | 02,7                   | 43                                     | 00.007                                |

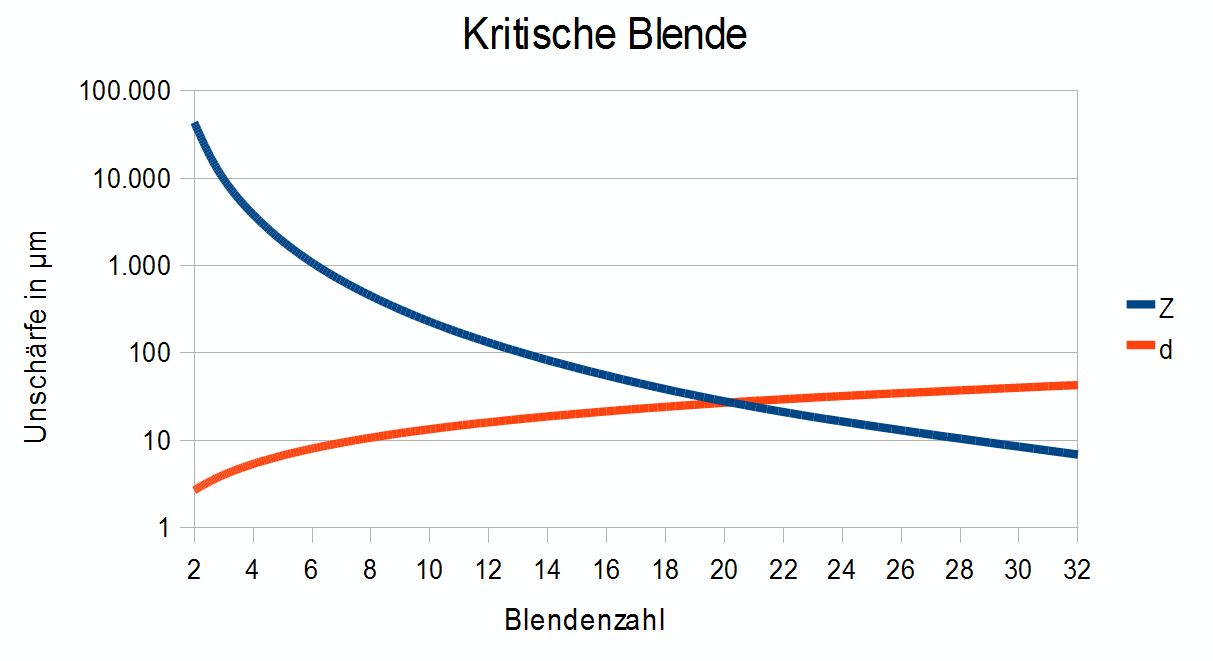
Kritische Blende am Schnittpunkt der beiden Kurven, die die Unschärfe durch das Beugungsscheibchen mit dem Durchmesser d (rot) und den Zerstreuungskreis durch den Öffnungsfehler mit dem Durchmesser Z (blau) logarithmisch über der Blendenzahl k darstellen.

Die Blendenzahl der kritischen Blende liegt bei dieser optischen Abbildung bei Blende f/26,7 (Annahme: lineare Addition). Diese entspricht im angegebenen Beispiel einer Blendenöffnung {\displaystyle D} von 7,5 Millimetern. Die Durchmesser des Beugungsscheibchen beträgt 36,4 µm, der Zerstreuungskreis 11,4 µm. Die Summe liegt bei 47,8 µm. Das Minimum liegt nicht auf dem Schnittpunkt der Funktionen (die Summe beträgt dort etwa 55 µm).